# Maximilien-Charles de Loewenstein-Wertheim-Rochefort
Maximilien-Charles-Albert, prince de Loewenstein-Wertheim-Rochefort (14 juillet 1656 – 26 décembre 1718) est un officier militaire autrichien et le premier prince de Loewenstein-Wertheim-Rochefort.

## Biographie
Maximilien-Charles-Albert est le quatrième enfant et le premier fils de Charles-Ferdinand de Loewenstein-Wertheim-Rochefort (1616 - 1672) et de son épouse la comtesse Anne-Marie de Furstenberg (1634 - 1705) ; il est suivi par une dizaine de frères et sœurs.
Maximilien entre au service de l'empereur à un âge précoce, est un conseiller impérial à partir de 1684, et est nommé conseiller privé de l'empire en 1699. Après que le prince-électeur Maximilien-Emmanuel de Bavière est contraint à l'exil en 1704, Maximilien-Charles devient l'administrateur impérial de la Bavière, et, dans son nouveau grade en tant que prince, assume la position honorable de commissaire, représentant permanent de l'empereur à la diète impériale de 1712.
Le 3 avril 1711, il est élevé au rang d'un prince par l'empereur Joseph Ier. Il obtient le titre pour l'ensemble de ses descendants légitimes par l'empereur Charles VI, le 8 janvier 1712.
De 1717 jusqu'à sa mort, il est gouverneur du duché de Milan, que le prince Eugène de Savoie a conquis pour la maison de Habsbourg.
Maximilien-Charles est mort et enterré à Milan ; son cœur est transféré et enterré dans la crypte de l'église collégiale de Wertheim.

## Mariage et descendance
Le 26 août 1678, Maximilien-Charles épouse Marie-Polyxène Khuen de Lichtenberg et Belasi. Le couple a dix enfants :
- Marie Thérèse Françoise de Loewenstein-Wertheim-Rochefort (1679 - 1718)
- Guillaume Charles Magnus Antoine de Loewenstein-Wertheim-Rochefort (né et mort en 1680)
- Maximilien-Charles-Antoine de Loewenstein-Wertheim-Rochefort (1681 - 1710)
- Wolfgang Philippe Eberhard Joseph de Loewenstein-Wertheim-Rochefort (né et mort en 1683)
- Félix Albert de Loewenstein-Wertheim-Rochefort (1684 - 1685)
- Éléonore de Loewenstein-Wertheim (1686 - 1753) mariée à Francfort le 9 novembre 1704 à Ernest-Léopold de Hesse-Rheinfels-Rotenbourg
- François-Joseph de Loewenstein-Wertheim-Rochefort (1687 - 1688)
- Marie-Léopoldine-Thérèse Renata Dorothée de Loewenstein-Wertheim-Rochefort (1689 - 1763) mariée à Alt-Otting le 1er septembre 1710 à Conrad Sigismond, comte de Starhemberg
- Dominique-Marquard de Löwenstein-Wertheim-Rochefort (1690 - 1735) marié à Christine de Hesse-Wanfried (1688 - 1728), fille de Charles de Hesse-Wanfried
- François-Charles de Loewenstein-Wertheim-Rochefort (1693 - 1697)